# Офтобліко
Офтоблі́ко (тадж. Офтоблиқо) — село у складі Хатлонської області Таджикистану. Входить до складу Зірацького джамоату Кулобського району.
Село розташоване на річці Кулобдар'я та каналі Зіракі.
Назва означає сонцеликий. Колишня назва — Автоулюк, або Афтолук, сучасна — з 3 грудня 2012 року.
Населення — 2875 осіб (2010; 2810 в 2009).
Через село проходить автошлях Р-24 Кулоб-Мумінобод.